# Superstrada H6
La superstrada H6 (hitra cesta H6 in Sloveno) è una superstrada slovena che collega Capodistria con Isola.

## Percorso
La strada ha inizio a Capodistria come soluzione di continuità dalla superstrada H5 in località San Canziano (Škocjan), il primo tratto sale fino a Valleggia (Jagodje) (frazione di Isola). In futuro verrà realizzato anche il tratto fino a Santa Lucia di Portorose.
Come tutte le autostrade e superstrade slovene, per il transito è necessario il pedaggio tramite e-vignetta (acquistabile anche on line) o tramite contrassegno da applicare sul parabrezza da San Canziano fino allo svincolo di Semedella, prima della galleria del Monte San Marco. Da Semedella a Valleggia (e viceversa) invece non è necessaria la vignetta poiché la strada funge da tangenziale per l'abitato di Isola.
| H6        |                                                     |        |      |
| Tipologia | Indicazione                                         | ↓km↓   | ↑km↑ |
|           | Škocjan/San Canziano (in progetto)                  | x,x km |      |
|           | Koper center/Capodistria centro                     | x,x km |      |
|           | Area di servizio "Koper/Capodistria"                | x,x km |      |
|           | Koper-Semedela/Capodistria-Semedella                | x,x km |      |
|           | Izola/Isola                                         | x,x km |      |
|           | Area di servizio "Jagodje" (in costruzione)         | x,x km |      |
|           | Jagodje/Valleggia (in progetto)                     | x,x km |      |
|           | Piran/Pirano (in progetto)                          | x,x km |      |
|           | Lucija-Portorož/Santa Lucia-Portorose (in progetto) | x,x km |      |